# Амакнак (острів)
Острів Амакнак (рос. Амакнак) або острів Умакнак (алеут. Amaxnax̂;  рос. Умакнак) - найбільш населений острів у групі Алеутських островів, Аляска, США.

## Географія
Амакнак - острів архіпелагу Лисячих островів, частини Алеутських островів, у Західній зоні Алеутських островів на південному заході Аляски. Острів Амакнак розташований у затоці Уналашка, на вході в Берингове море на північний-схід від острова Уналашка. У найближчій точці - каналі, який веде від затоки Уналаска до гавані Ілюлюк — два острови знаходяться лише на відстані приблизно 61 м один від одного. Існує 152 метровий міст, який з’єднує острови в іншій точці, де гавань Ілюлюк сполучається з затокою Капітанс.
Площа острова Амакнака становить 8,5 км2 і він менший за сусідній острів Уналаска, площа якого становить 2722 км2.

## Населення
Незважаючи на невеликі розміри, Амакнак є найбільш густонаселеним з усіх островів Алеутського пасма. Станом на 2000 рік переписом на острові проживало 2524 жителів. Хоча жителі Амакнака проживають в межах міста Уналаска, вони зазвичай вважають себе жителями  затоки Датч, що є частиною міста Уналаска, розташованого на острові Амакнак. Решта 41% жителів Уналаски живуть на острові Уналаска. 